# فرودگاه تجوره
فرودگاه تجوره (به انگلیسی: Tadjoura Airport) یک فرودگاه همگانی با کد یاتا TDJ است . این فرودگاه در کشور جیبوتی قرار دارد و در ارتفاع ۷۵ متری از سطح دریا واقع شده است.